# Rainer Salan
Rainer Salan (* 27. November 1954 in Forst) ist ein ehemaliger deutscher Radrennfahrer.

## Sportliche Laufbahn
Er begann 1966 bei der SG Dynamo Forst mit dem Radsport. Bereits 1971 wurde er DDR-Meister im Mehrkampf der Klasse Jugend B. 1970 gewann er bei der Kinder- und Jugendspartakiade in der Altersklasse Jugend B das Mannschaftszeitfahren, bei der Spartakiade 1972 siegte er mit dem Team des SC Cottbus in der Mannschaftsverfolgung der Jugend A. Im September 1971 wechselte er zum SC Dynamo Berlin. 1975 gewann er die Gesamtwertung der Rennserie Woche des internationalen Radsports der DDR. 1975 und 1976 konnte er jeweils eine Etappe der DDR-Rundfahrt gewinnen. Sein bestes Ergebnis in der Rundfahrt war der 6. Platz 1976 beim Sieg von Siegbert Schmeißer. 1975 gewann er auch den Tribüne Bergpreis mit einem Etappensieg, den Wismut-Preis und eine Etappe der Niederösterreich-Rundfahrt. Er startete im Straßenrennen der UCI-Straßen-Weltmeisterschaften und wurde 35. des Rennens. 1976 konnte er erneut den Tribüne Bergpreis, sowie den Dynamo-Preis gewinnen.

## Berufliches
Salan absolvierte eine Ausbildung zum Sanitärtechniker.